# École nationale supérieure des mines de Saint-Étienne
École nationale supérieure des mines de Saint-Étienne – jest francuskim uniwersytetem, grande école, założonym w 1816 roku, z siedzibą w Saint-Étienne. Do celów uczelni należy wspieranie rozwoju studentów i firm poprzez szereg kursów i dziedzin badawczych, od kształcenia ogólnego ingénieurs civils des mines do nauczania doktoranckiego; od materiałoznawstwa do mikroelektroniki poprzez inżynierię procesową, mechanikę, środowisko, inżynierię lądową, finanse, informatykę i inżynierię zdrowia.
Szkoła została założona 2 sierpnia 1816 roku na polecenie Ludwik XVIII.

## Absolwenci (m.in.)
- Georges Friedel − francuski mineralog i krystalograf
- Henri Fayol − francuski inżynier i teoretyk zarządzania